# Pavlína Flamíková
Pavlína Flamíková (Hodonín, 18 de septiembre de 1998) es una deportista checa que compite en remo. Ganó una medalla de oro en el Campeonato Mundial de Remo en Sala de 2024, en la prueba de 2000 m.

## Palmarés internacional
| Campeonato Mundial | Campeonato Mundial      | Campeonato Mundial | Campeonato Mundial |
| Año                | Lugar                   | Medalla            | Prueba             |
| ------------------ | ----------------------- | ------------------ | ------------------ |
| 2024               | Praga (República Checa) | Medalla de oro     | 2000 m             |